# Лешоцький монастир
Лешоцький монастир (мак. Лешочки манастир) — монастирський комплекс Тетовсько-Гостиварської єпархії Македонської православної церкви. Розташований в общині Тетово на південно-східному схилі гірського хребта Шар-Планина на висоті 638 метрів над рівнем моря неподалік від сільського поселення Лешок. Найбільший духовний, освітній та туристичний центр регіону.
Перші християнські побудови на цій землі датуються ще 1321—1331 роками, літописи свідчать про існування невеликого монастиря приблизно за 500—800 м поруч із середньовічним містом Лешчек на річці Лешочка. Дані про цей монастир вкрай обмежені, дослідники досі не мають єдиної думки про його походження — за однією з версій монастир побудований за розпорядженням князя Лазаря, інша версія називає засновником преподобного Антонія, який згодом став першим єпископом монастиря. В такому вигляді монастир діяв протягом декількох століть.
Сучасний Лешоцький монастир, згідно з монастирськими рукописами, заснований на новому місці митрополитом скопським Никанором у 1600 році. Тим не менш, у 1690 році разом з багатьма іншими християнськими центрами регіону фактично знищений турками Османської імперії.
Відродження монастиря почалось лише через 128 років у 1818 році під керівництвом ігумена Кирила Пейчиновича. У 1879 році тут з'явилась Церква Успіння Пресвятої Богородиці, тоді як у 1925 році побудована Церква Святого Афанасія — нині ці дві споруди становлять основну частину монастиря. Всі будівлі монастирського комплексу розташовані на доволі обширному дворі, огородженому з усіх сторін високими кам'яними стінами. Всередині крім церков розташовані два гуртожитки, каплиця бібліотека, їдальня, декілька винних погребів. Центральна будівля — двоповерхова з черепицею.
Під час конфликту 2001 року на монастир пнапали албанські екстремісти, внаслідок чого багато будівель виявились розкраденими та зруйнованими, зокрема взірвана Церква Святого Афанасія.